# Кастель (гора)
Касте́ль (крим. Qastel) — вершина вулканічного походження (лаколіт) Кримських гір.

## Загальний опис
Розташовується поблизу м. Алушти (АР Крим, Україна). Висота гори — 439 м. Її купол вкритий шапкою лісу. На східному та південних схилах поширені кам'яні осипища (хаоси) — кам'яні брили заввишки до 3-5 м у поперечнику. Гора є ботанічним заказником місцевого значення.

## Історія
Назва пов'язана з тим, що на вершині гори за давніх часів була фортеця (грецьк. — «кастель»), залишки якої збереглися на схилах. За легендою, ця фортеця послужила останнім прихистком цариці Феодори, володарки прадавньої Сугдеї. Після захоплення столиці князівства генуезцями Феодора вкрилася в Кастелі, де віддана братом загинула в бою з ворогами.
Біля східного підніжжя г. Кастель — Професорський куточок.

## Галерея

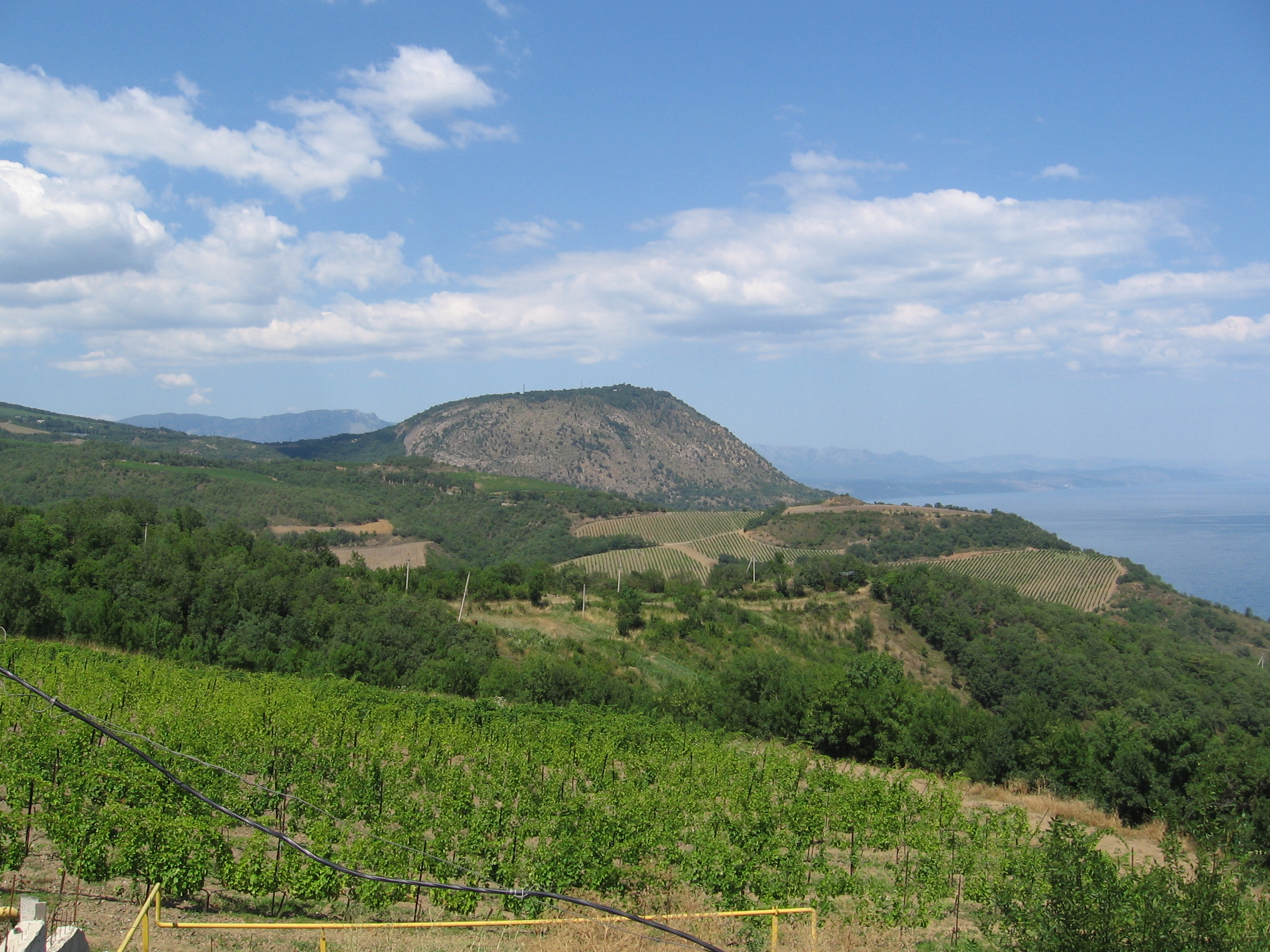
Гора Кастель. На першому плані - виноградники.
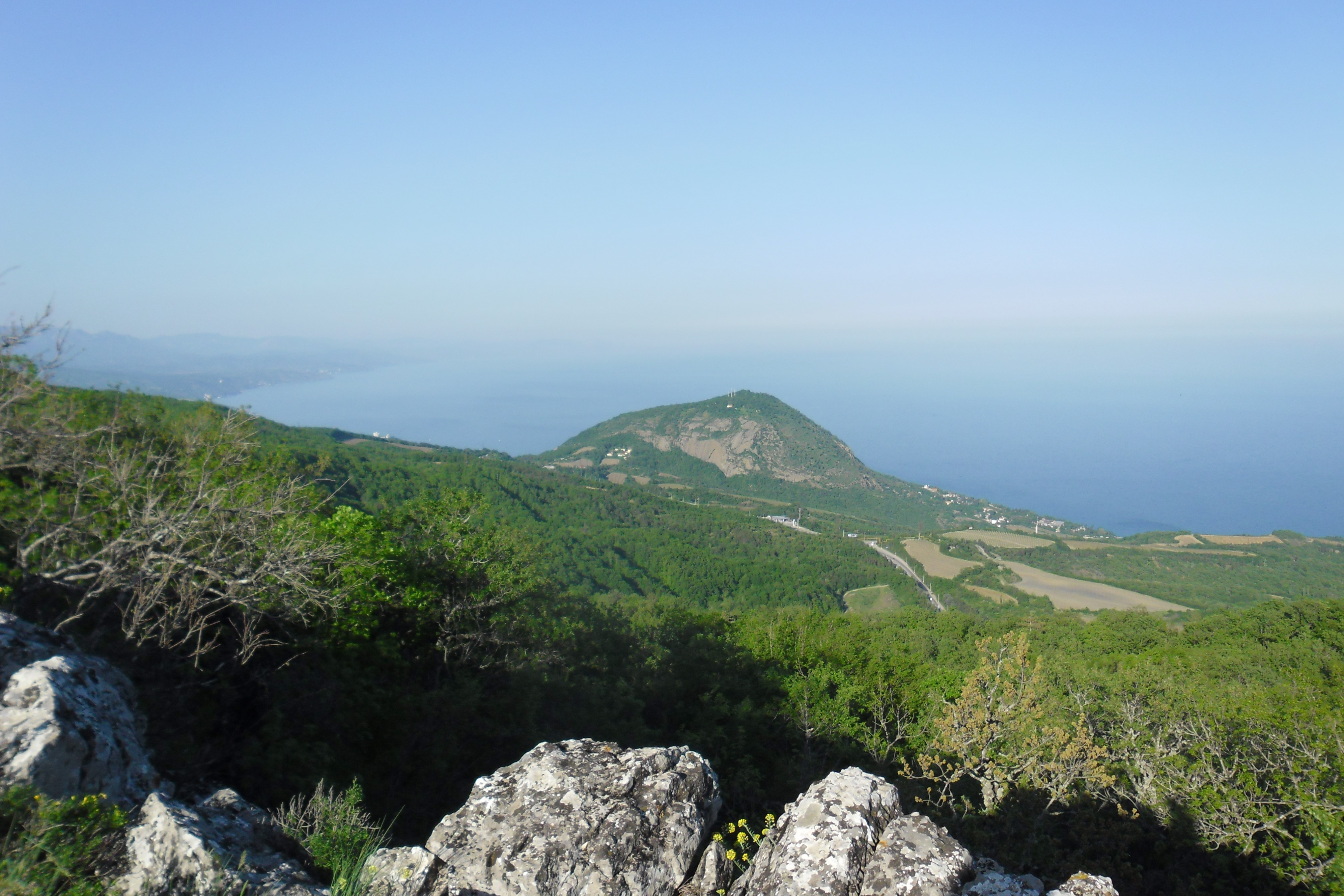
Вид зі скелі Подпоричел на г. Кастель.
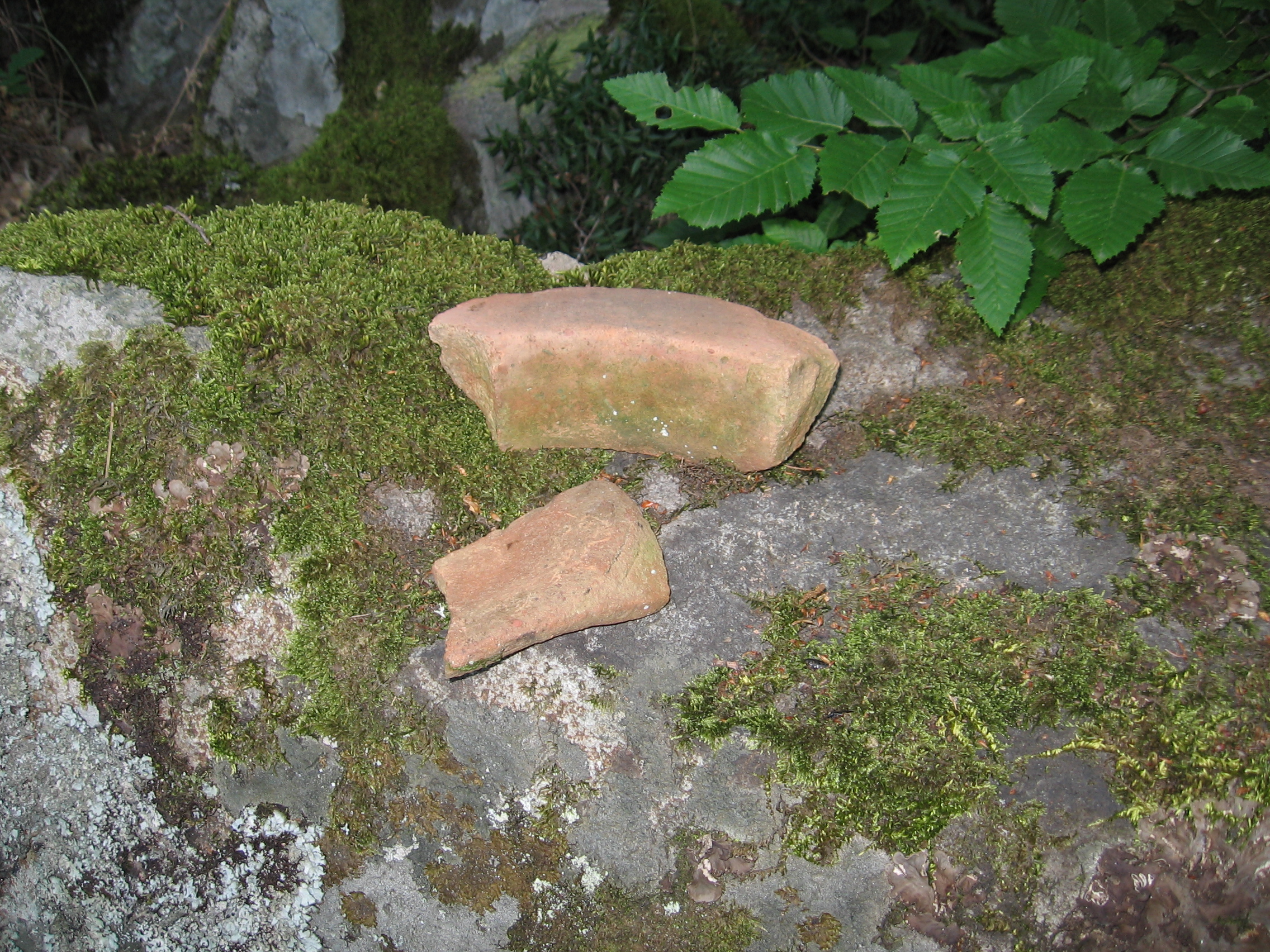
Фрагменти глиняного посуду знайдені в околицях гори.
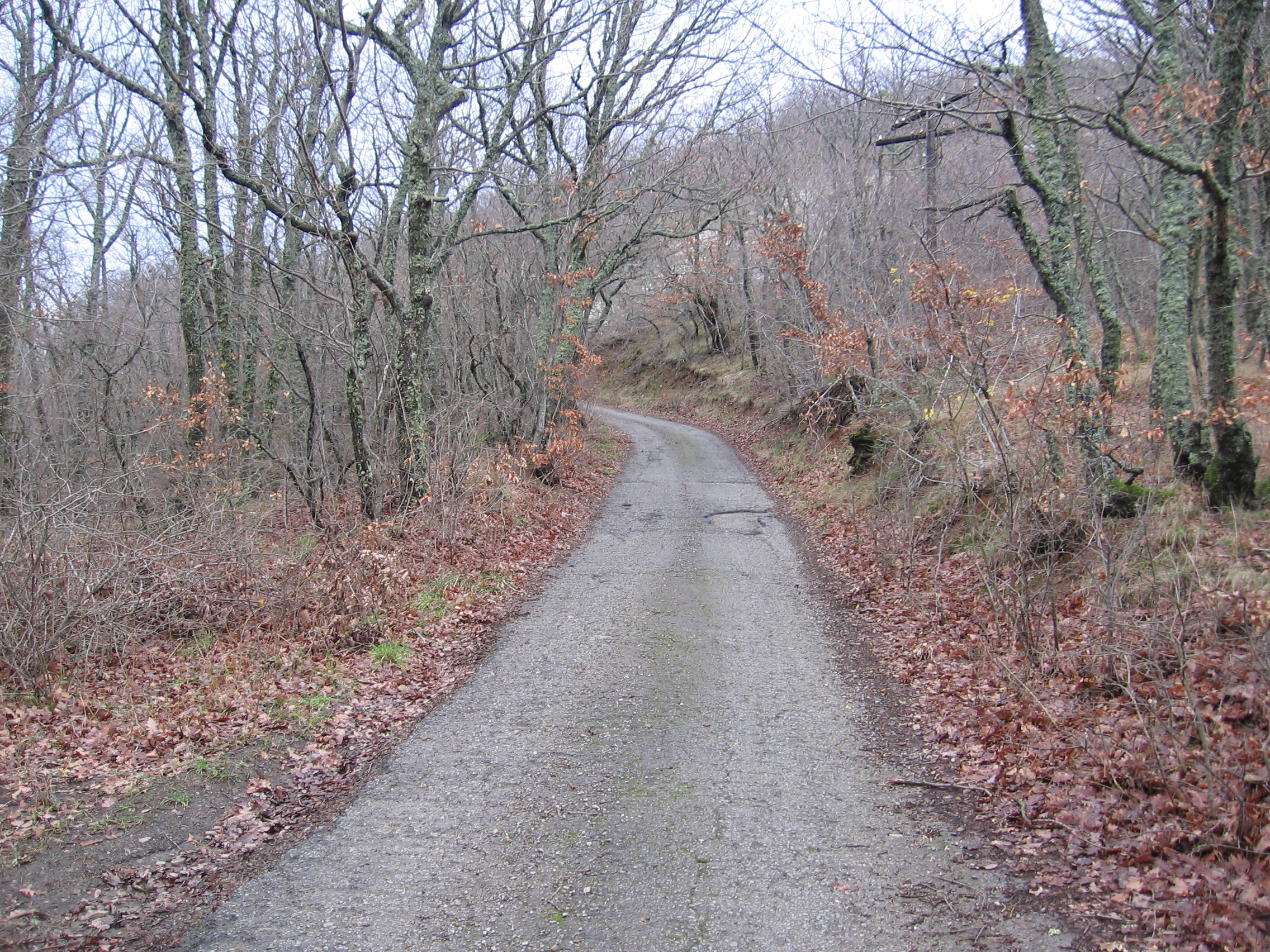
Фрагмент серпантинної дороги на горі Кастель.
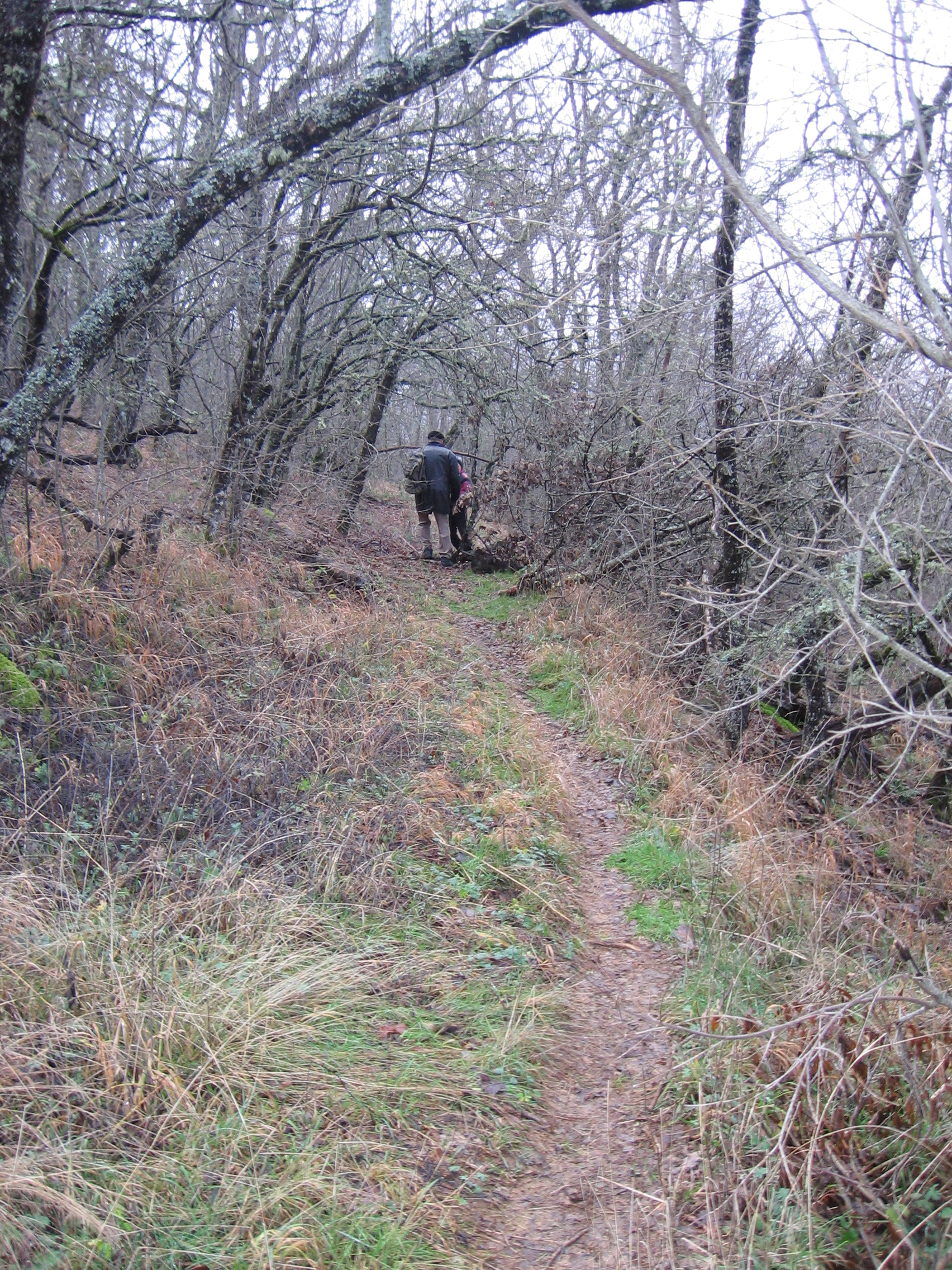
Серпантинна стежка на горі Кастель.
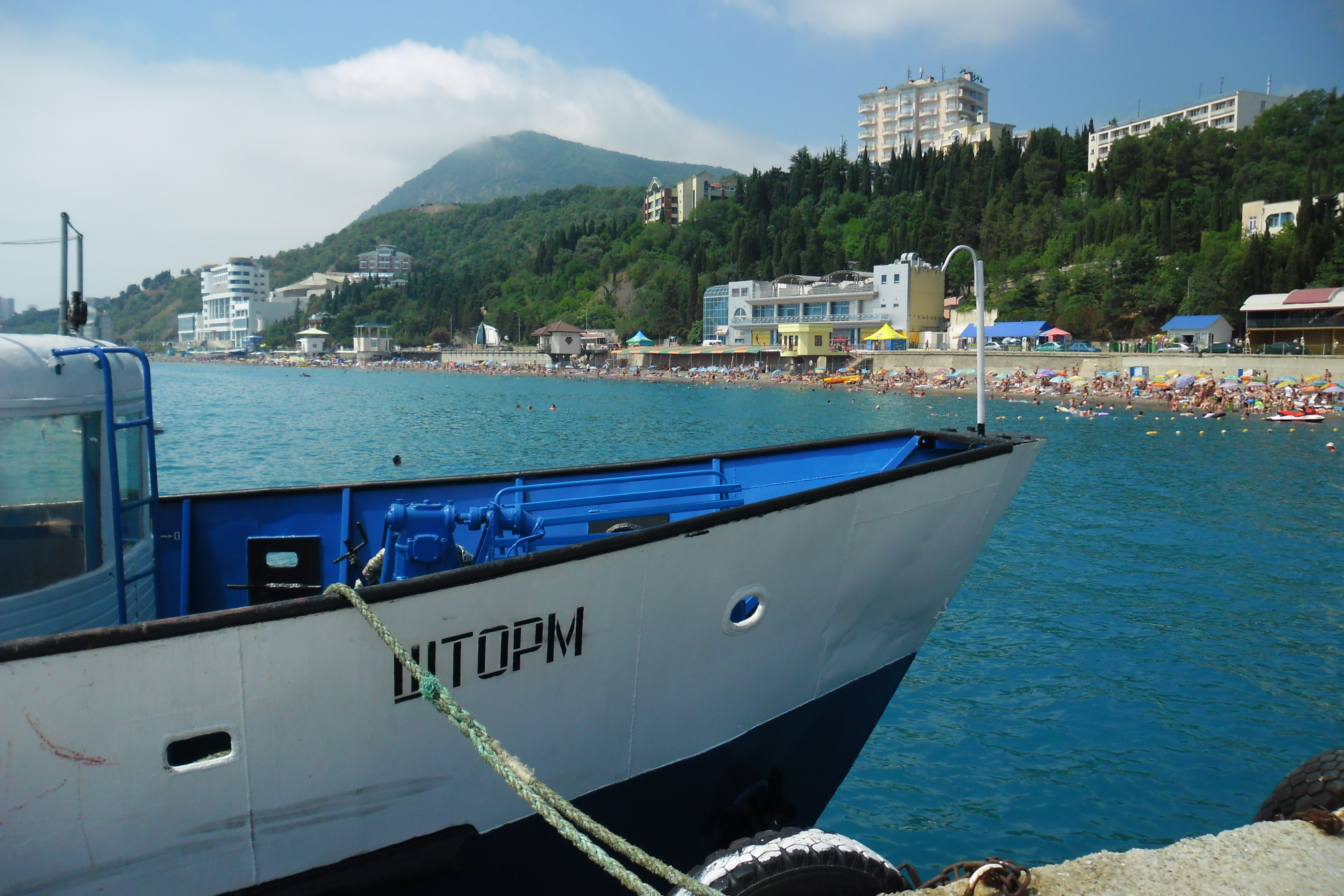
Кастель з узберіжжя Алушти.